# Azande Ani Kpi Gbe
Azande Ani Kpi Gbe é uma milícia étnica do povo azande ativa na prefeitura de Haut-Mbomou, na República Centro-Africana, desde março de 2023.

## Histórico
Em 3 de março de 2023, o grupo enviou uma carta exigindo a renúncia do prefeito da província de Haut-Mbomou, Jude Ngayako, a quem o acusaram de conluio com a União para a Paz na República Centro-Africana (UPC). Neste ponto, o grupo estava baseado na aldeia de Bassigbiri.
Em 15 de março de 2023, Azande Ani Kpi Gbe capturou Bambouti dos rebeldes da UPC. Como resultado, esta última retirou-se para um local não muito longe da cidade.
Os rebeldes da UPC atacaram a milícia Azande Ani Kpi Gbe em Bambouti para recapturar a cidade em 30 de março de 2023. A milícia de autodefesa azande conseguiu repelir o ataque. No entanto, ambos os lados sofreram baixas.
Azande Ani Kpi Gbe atacou a base militar das Forças Armadas Centro-Africanas (FACA) em Obo em 5 de abril de 2023 em resposta à prisão dos seus dois membros. O ataque durou vinte minutos e a milícia retirou-se da cidade. Eles alegaram que o ataque foi uma advertência ao governo.
As Forças Armadas do Sudão do Sul atacaram a posição do Azande Ani Kpi Gbe em Bambouti em 23 de abril de 2023. A milícia repeliu o ataque e ambas as partes em conflito sofreram baixas.
A milícia Azande Ani Kpi Gbé atacou a posição da UPC a 10 quilômetros de Mboki, no dia 7 de maio de 2023, após tomar conhecimento do desaparecimento de um pastor fulani, pelo que a milícia culpou os rebeldes. Isto forçou os residentes da cidade a procurar refúgio numa igreja católica. Em 8 de maio de 2023, o confronto entre Azande Ani Kpi Gbé e a UPC atingiu o centro de Mboki e a milícia azande controlou 80% da cidade. Mais tarde, a milícia recuou 7 km de Mboki depois que a MINUSCA os ter forçado a retirar-se.
A UPC atacou a milícia Azande Ani Kpi Gbe em 23 de maio de 2023 em Kadjéma. A batalha durou duas horas e a UPC capturou a aldeia. Devido ao ataque, os moradores fugiram para a mata.
Azande Ani Kpi Gbé atacou a posição da UPC em Mboki pela segunda vez em 15 de junho de 2023. Embora a UPC tenha repelido o ataque, a milícia azande permaneceu nas imediações da cidade e os residentes fugiram para os campos e as matas perto de Mboki. Estimou-se que 40 pessoas morreram de ambas as partes em conflito e quatro civis foram mortos.